# 瑞興郡
瑞興郡（：／ Sŏhŭng gun */?）是一個位於朝鮮民主主義人民共和國黃海北道中部的郡，別號隴西（농서）。

## 地理
瑞興郡四周環繞的地方如右：北側是燕灘郡和遂安郡，西側是鳳山郡，南側是麟山郡和平山郡，東側是新溪郡。西南側有鄰接鳳山郡境界的瑞興湖。
位於分隔畿湖地方和關西地方（平安道）的滅惡山脈的北側，瑞興郡的南部都被山脈所佔據。鄰近的石灰岩喀斯特地形十分發達。

## 歷史
瑞興郡在被西漢元封三年（前108年）時，屬於真番郡含資縣。朝鮮世祖時期屬於黃海道瑞興都護府。二十三府制時劃歸海州府。昭和11年（1936年），日治時期的瑞興郡轄有瑞興面、東部面、梅陽面、禾回面、龍坪面、内德面、木甘面、所沙面、細坪面、道面、九圃面、12個面、101個里。1943年10月1日：新幕面升格成為新幕邑。1952年12月，朝鮮進行行政區域改編，部份地區被編入新設的麟山郡，其餘的新幕面、梅陽面、龍坪面、栗里面、瑞興面與木甘面的6個里、九圃面的5個里合編成為瑞興邑，合24個里。1989年2月，三川里, 水曲里, 恩情里三個里被併入鳳山郡。

## 行政區劃
以下為瑞興郡以下的行政區：
- 邑：
  - 瑞興邑（서흥읍，舊稱；）
- 里：
  - 加倉
  - 巨門
  - 古城
  - 金陵
  - 南漢
  - 大平
  - 洛村
  - 文武
  - 白岩
  - 泛雁
  - 鳳下
  - 松月
  - 新塘
  - 楊沙
  - 陽岩
  - 雲川
  - 自作
  - 青浦
  - 花峰